# Cymbidieae
Cymbidieae – plemię roślin z rodziny storczykowatych (Orchidaceae). Obejmuje dziesięć podplemion, prawie 140 rodzajów oraz ponad 3400 gatunków. Rośliny te występują w krajach Mezoameryki oraz Ameryki Północnej.

## Systematyka
Plemię sklasyfikowane do podrodziny epidendronowych (Epidendroideae) w rodzinie storczykowatych (Orchidaceae), rząd szparagowce (Asparagales) w obrębie roślin jednoliściennych.
Wykaz podplemion
- Catasetinae Lindl.
- Coeliopsidinae Szlach.
- Cymbidiinae Benth.
- Cyrtopodiinae Benth.
- Eriopsidinae Szlach.
- Eulophiinae Benth.
- Maxillariinae Benth.
- Oncidiinae Benth.
- Stanhopeinae Benth.
- Zygopetalinae Szlach.